# Anastazy II
Anastazy II (zm. 19 listopada 498) – 50. papież w okresie od 24 listopada 496 do 19 listopada 498.

## Życiorys
Był synem rzymskiego kapłana, Piotra. Został wybrany pomimo sprzeciwów wpływowych hierarchów popierających politykę Feliksa III i Gelazego I.
Na synodzie w 495 zrehabilitował biskupa Misenusa, którego ekskomunikował Feliks III.
W czasie niedługiego pontyfikatu Anastazego II król Franków Chlodwig przyjął chrześcijaństwo w Reims, w formule rzymskiej, nie ariańskiej. Papież korespondował z biskupami galijskimi, ale rzekomy list Anastazego II do Chlodwiga jest XVII-wiecznym fałszerstwem.
Papież za wszelką cenę dążył do pojednania Kościołów. Dlatego szukał porozumienia ze zwolennikami potępionego patriarchy Konstantynopola Akacjusza, czym naraził się jednemu z autorów spisu papieży Liber Pontificalis i trafił do piekła według "Boskiej komedii" Dantego:

Idąc okólną ścieżką po wiszarze,

Co go tworzyły ściany w gruz rozbite,

Nad okropniejsze przyszliśmy cmentarze.

Powietrze było tak zaduchem syte,

Co w przepaścistej otchłani się wszczyna,

Żeśmy się skryli za grobową płytę,

Na której napis ryty wypomina:

Tutaj spoczywa papież Anastazy,

Zwrócony z drogi prawej od Fotyna

W 497 roku odnowił także stosunki z, potępionym przez Gelazjusza I, biskupem Andrzejem z Tesalonik, a także przyjął jego diakona Fotyna. Wówczas duchowni papiescy uznali Anastazego za zdrajcę i zerwali z nim jedność – prawdopodobnie wówczas przepadła ostatnia szansa na zjednoczenie Kościołów. W 498 potępił traducjonizm i wkrótce potem zmarł. Został pochowany w portyku bazyliki św. Piotra.